# Anebyleden
Anebyleden i Aneby kommun är en vandringsled som är en del av Höglandsleden. Den har en total längd på cirka 8 mil. Den går genom stora skogar, över bergsryggar, öppna fält och hävdade ängs- samt hagmarker, förbi många små sjöar, ödsliga mossar och kärrmarker. I norr ansluter leden till Holavedsleden och i söder till Höglandsleden.

## Beskrivning
Anebyleden går i ett höglänt, kuperat skogs- och kulturpåverkat landskap. Stigningarna är ibland kraftiga när vandringen går över långsträckta höjder och rullstensåsar. Naturtypen hör till sydsvenska höglandet. Skogarna, som dominerar landskapsbilden, är hårt brukade, artfattiga kulturskogar. Berggrund och jordmån ger tillsammans med ett bistert klimat dåliga förutsättningar för odling. Leden går genom ett småskaligt och variationsrikt odlingslandskap med björkhagar, enebackar och öppna marker med betande djur. Karakteristiskt för bygden är också det stora antalet odlingsrösen och stenmurar.
Floran är rik i de områden där kalkhalten är hög. Vid Noån, som har ett näringsrikt vatten, finns arter som brunstarr, blomvass och hampflockel. Hästeryds ängar, vid Ralångens östra strand, är ett Natura 2000-område med rik flora och höga kulturvärden. Landskapet i Björkenäs naturreservat består av hävdade hagmarker med lövträdsdungar och åkrar. Djurlivet omfattar bland annat älg, rådjur, bäver, grävling och hare. Fågellivet är rikt, till rastande och häckande fågelarter hör sångsvan, kärrhök och storspov. Hyllingens naturreservat och sjön Ralången vid Aneby, samt Noån (rastlokal för sjö- och vadarfåglar), är kända fågellokaler.

## Bilder

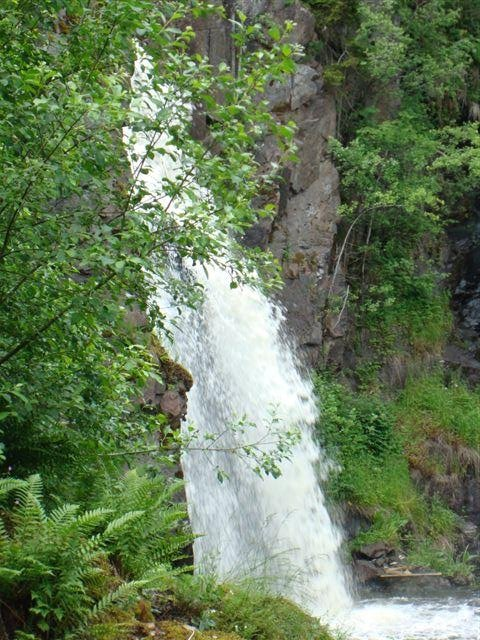
Stalpet i Aneby.
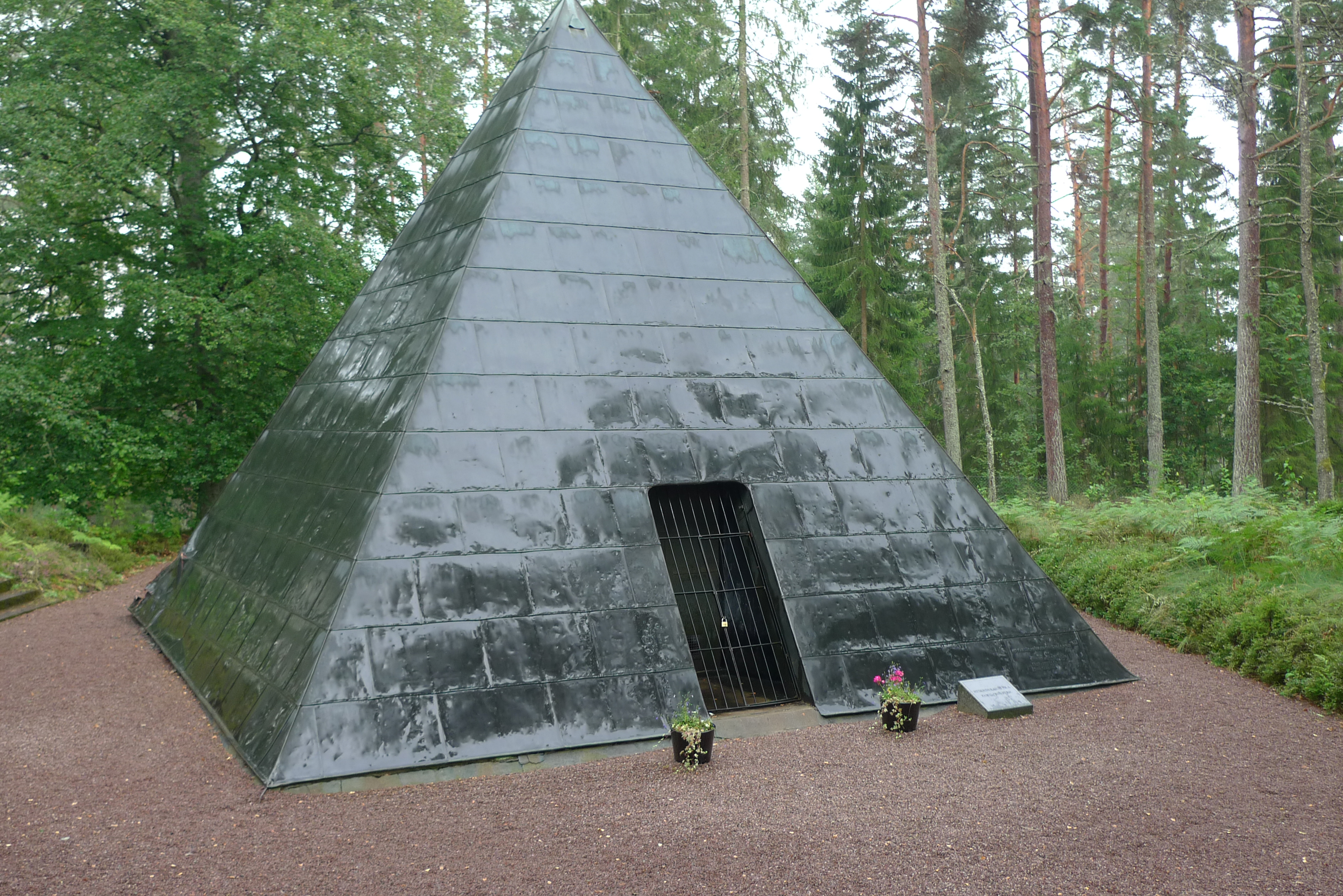
Gravpyramiden i Stjärneborg.
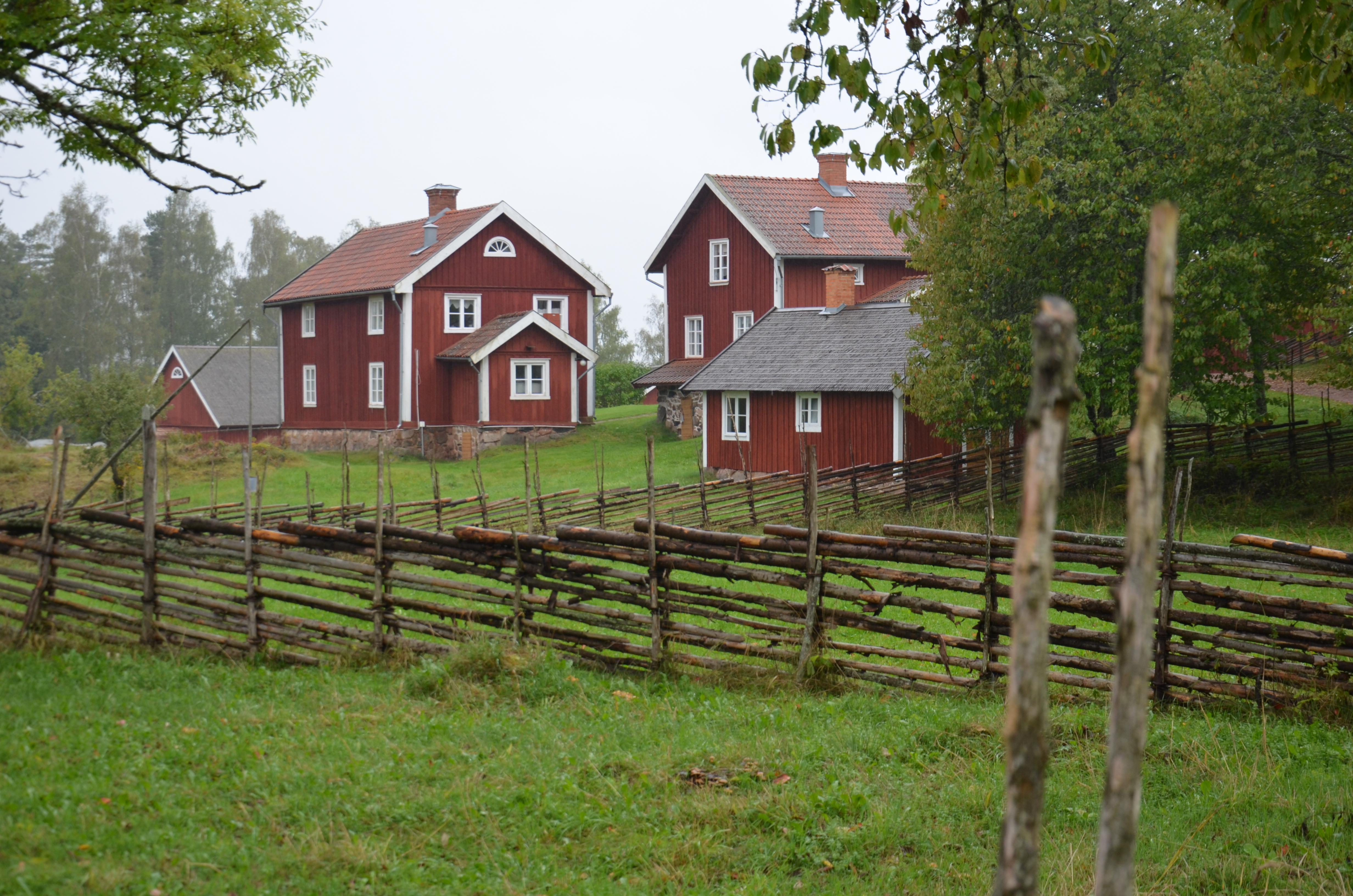
Sörgården i Åsens by.
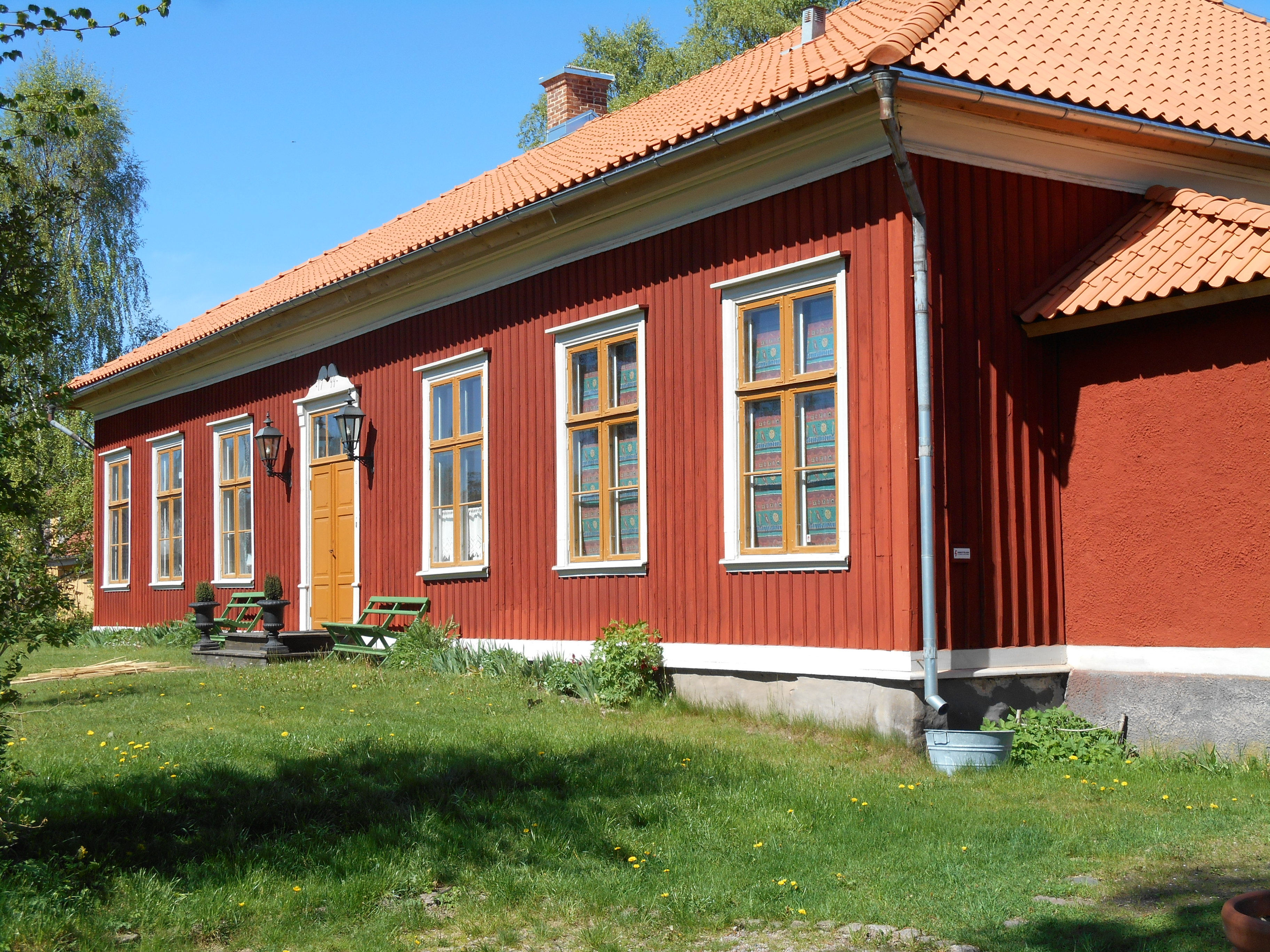
Hullaryds tingshus i Hullaryd.
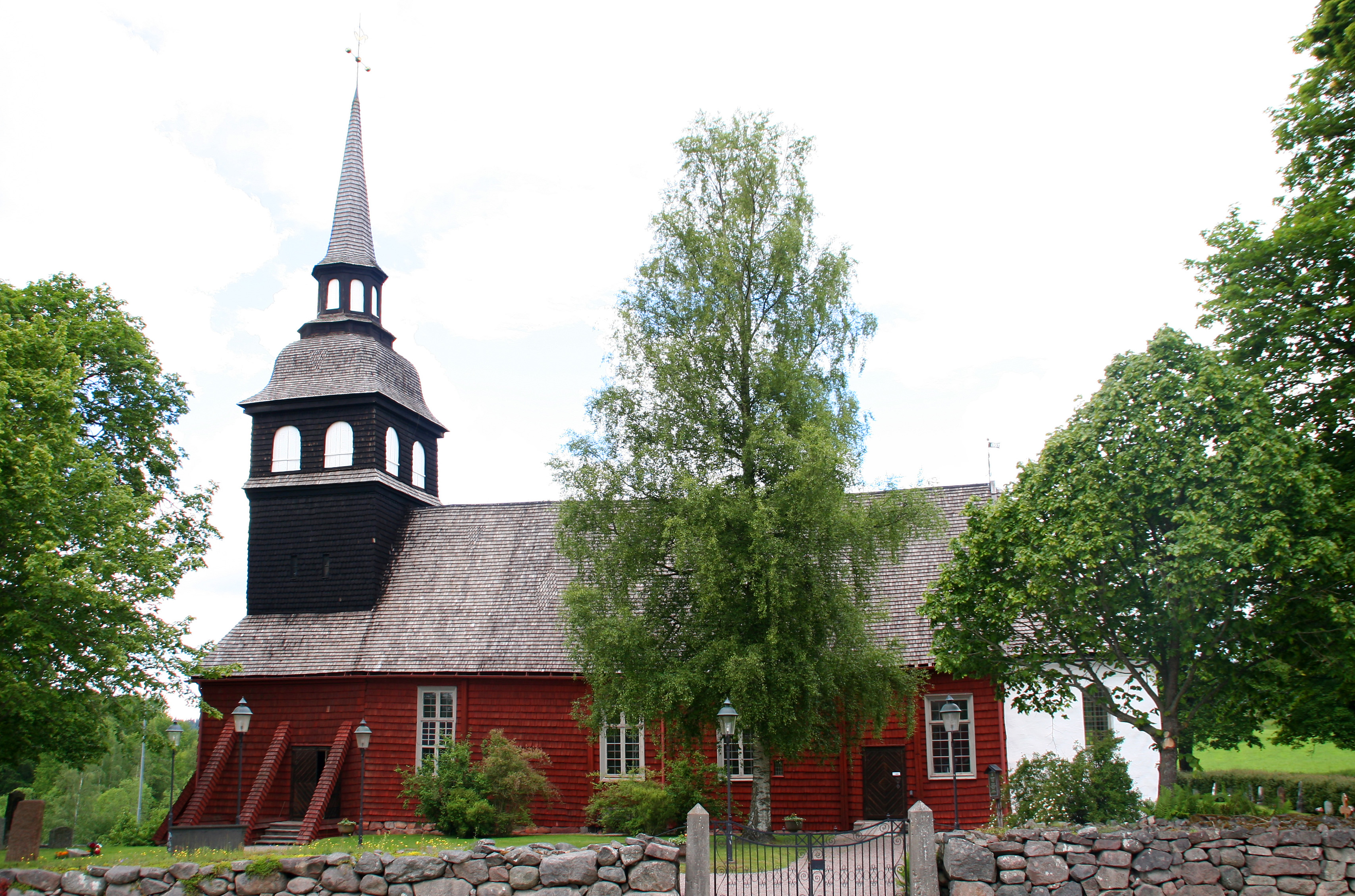
Vireda kyrka.